# Roberto De Petri
Roberto De Petri (Udine, 9 febbraio 1947) è un ex calciatore italiano, di ruolo terzino sinistro.

## Carriera

### Club

#### Gli inizi e l'esordio in Serie A
Nativo di Udine, crebbe calcisticamente nelle giovanili del Lanerossi Vicenza in cui arrivò nel 1964, esordendo in Serie A l'8 gennaio 1967 nella gara LR Vicenza-Cagliari 0-2, in quella che rimase l'unica gara della sua prima stagione.
L'anno dopo, definitivamente aggregato alla prima squadra, giocò una sola partita: trovò invece più spazio nel 1968-1969, quando le presenze salirono a 17. Nella stagione seguente, ormai titolare, giocò 26 incontri e mise a segno le prime due reti della sua carriera: la prima fu il gol-partita contro la Juventus il 19 ottobre 1969, vinta 1-0, mentre la seconda fu la marcatura del definitivo 1-1 contro il Palermo del 25 gennaio 1970.

#### L'annata al Cagliari e il ritorno al Vicenza
Nell'estate 1970 fu acquistato dal Cagliari campione d'Italia, dal quale fu pagato 450 milioni di lire. La stagione del difensore friulano non fu però fortunata: un infortunio al ginocchio ne compromise la disponibilità e fu costretto spesso a giocare con infiltrazioni, per evitare l'operazione che avrebbe richiesto tempi di recupero più lunghi. Il Cagliari, colpito anche dal grave infortunio di Gigi Riva, non riuscì a ripetere la brillante annata precedente e terminò al settimo posto: De Petri marcò in totale 12 presenze.
Dopo una sola stagione tornò al Vicenza, dove un nuovo problema al menisco lo costrinse all'intervento chirurgico: a causa di questo riuscì a giocare solo 4 partite tra gennaio e febbraio del 1972. Nel 1972-1973 giocò invece 9 incontri senza siglare alcuna rete.

#### Gli ultimi anni di carriera
Nel novembre 1973 passò alla Reggina, dove rimase per una stagione giocando 19 gare: nel 1975 è invece di nuovo al Vicenza dove giocò 6 partite. L'anno dopo passò al Padova, militante in Serie C, dove giocò complessivamente 76 partite mettendo a segno una rete. Dopo tre stagioni al Padova passò al Conegliano, dove giocò tre gare di campionato e quattro di Coppa Italia, prima di passare nel mercato autunnale al Giulianova, dove segnò due reti in 15 gare, in quella che fu la sua ultima stagione prima di ritirarsi dal calcio giocato.

### Nazionale
Nel 1969 ha disputato due presenze in Nazionale B, esordendo a Sabadell il 30 ottobre 1969 nella gara Spagna-Italia 2-0.

### Allenatore
De Petri è stato per anni responsabile delle giovanili del Galvanauto Motta, squadra affiliata con il Vicenza. Nel 2009-2010 ha allenato anche la prima squadra, militante in Terza Categoria, prima di riprendere il suo ruolo nelle giovanili guidando la squadra juniores. Nella stagione 2011-2012 passa all'A.s.d. Leodari Vicenza S.B.F. come responsabile delle giovanili.